# Lucia emperanus
Lucia emperanus is een vlinder uit de familie van de Lycaenidae. De wetenschappelijke naam van de soort is voor het eerst geldig gepubliceerd in 1872 door Snellen.